# Винд Појнт (Висконсин)
Винд Појнт (енгл. Wind Point) град је у америчкој савезној држави Висконсин.

## Демографија
По попису из 2010. године број становника је 1.723, што је 130 (-7,0%) становника мање него 2000. године.
| Група             | 2000.         | 2010.         |
| Белци             | 1.736 (93,7%) | 1.614 (93,7%) |
| Афроамериканци    | 6 (0,3%)      | 13 (0,8%)     |
| Азијати           | 56 (3,0%)     | 39 (2,3%)     |
| Хиспаноамериканци | 24 (1,3%)     | 40 (2,3%)     |
| Укупно            | 1.853         | 1.723         |